# Muuratsalo
Muuratsalo est une île du lac Päijänne en Finlande,,.

## Présentation
L'île mesure 5,6 kilomètres de long, 3,2 kilomètres de large et a une superficie de 9,6 km2.
Muuratsalo compte quatre monts culminant à plus de 190 mètres: Hakolanvuori, Kontinvuori, Suovuori et Lullinvuori. 
Les plus hauts sommets de l'île sont situés sur Lullinvuori et deux pics sur Kontinvuori. 
Ils atteignent environ 195 mètres d'altitude. 
La partie nord de l'île fait partie de Jyväskylä et la partie sud de Muurame. 
L'ile est située à 14 kilomètres au sud du centre-ville de Jyväskylä et à 5 kilomètres à l'est de Muurame. 
En 2018, l'île compte 800 habitants. 
La maison expérimentale de Muuratsalo d'Alvar Aalto est située sur l'île : il s'agit d'un des quatre bâtiments du musée Alvar Aalto.

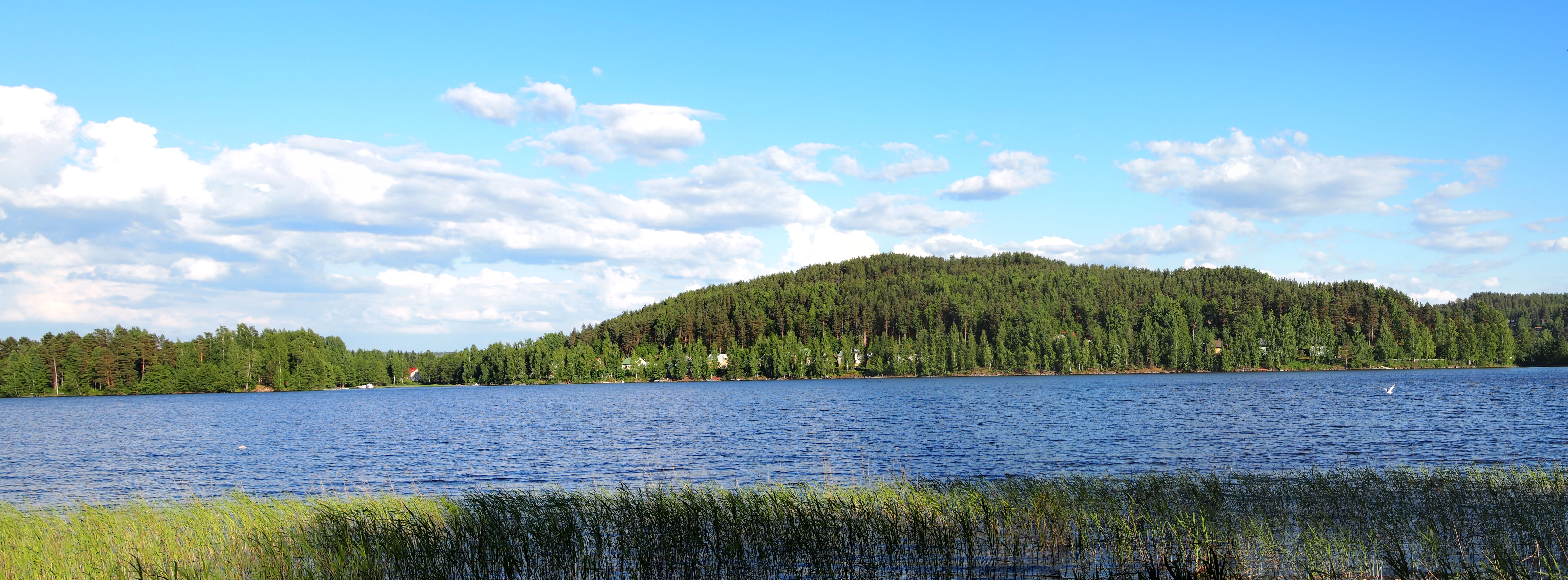
Muuratsalo vue de l'île Lehtisaari.

## Galerie

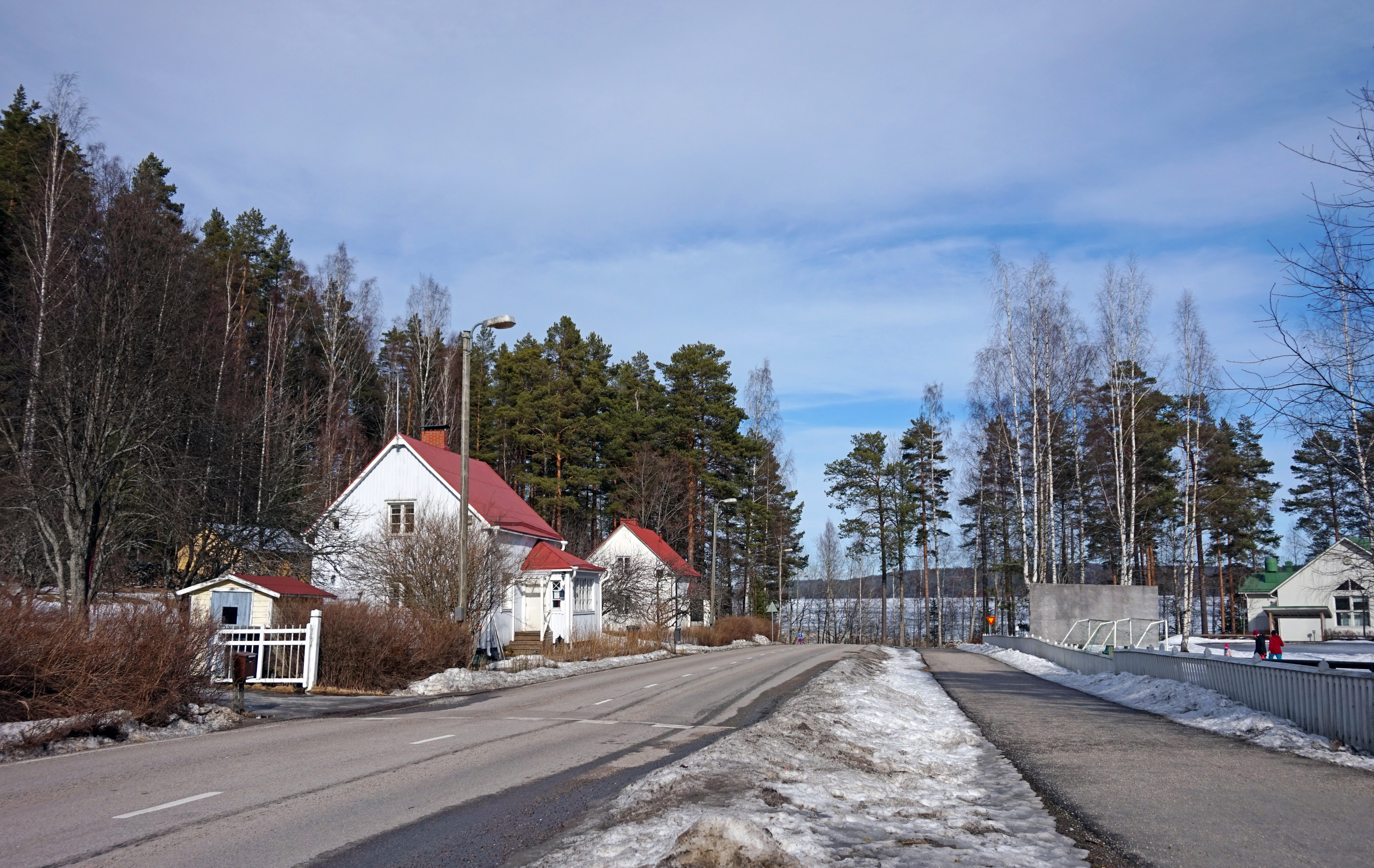
Rue Saaritie à Muuratsalo
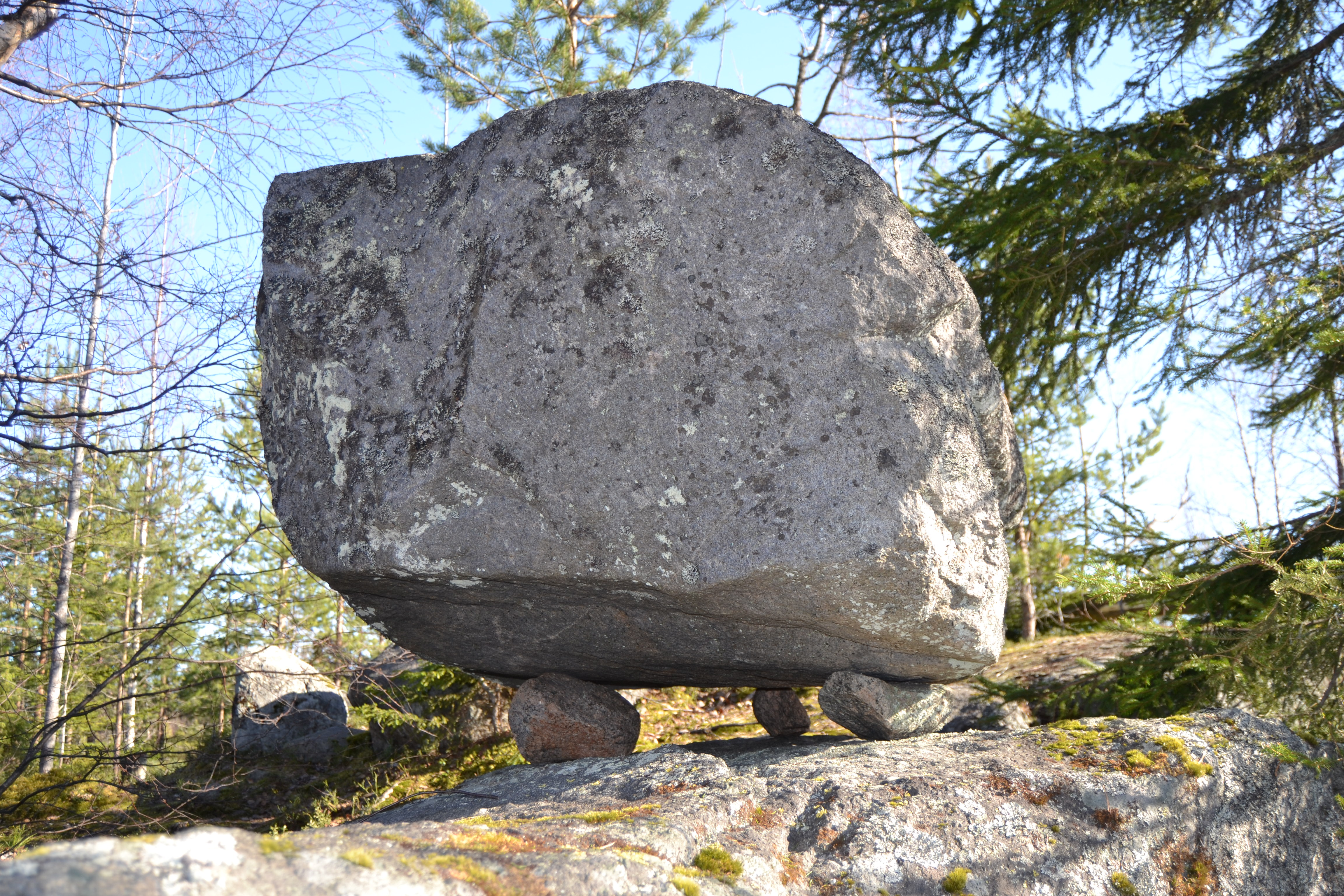
L'autel de Tapio.
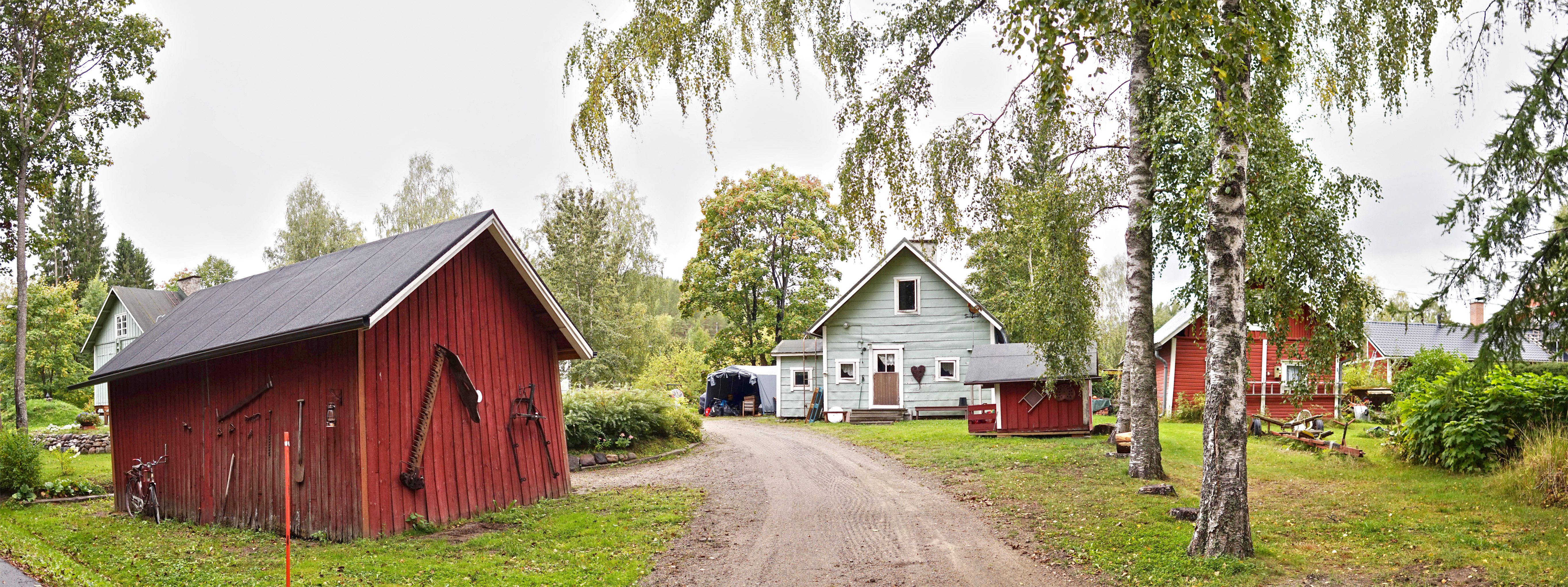
Rue Haikantie.
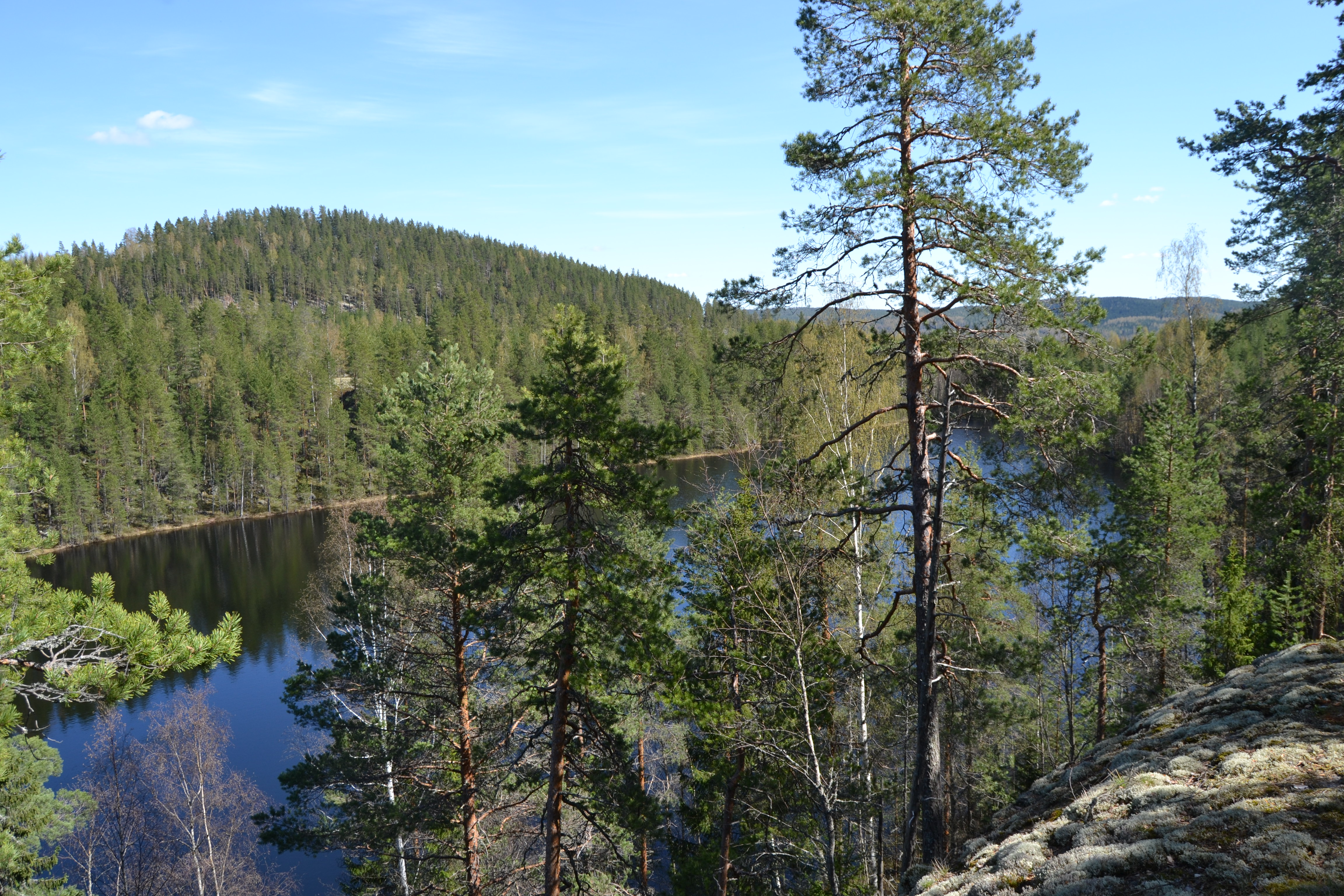
Étang Velakallionlampi.
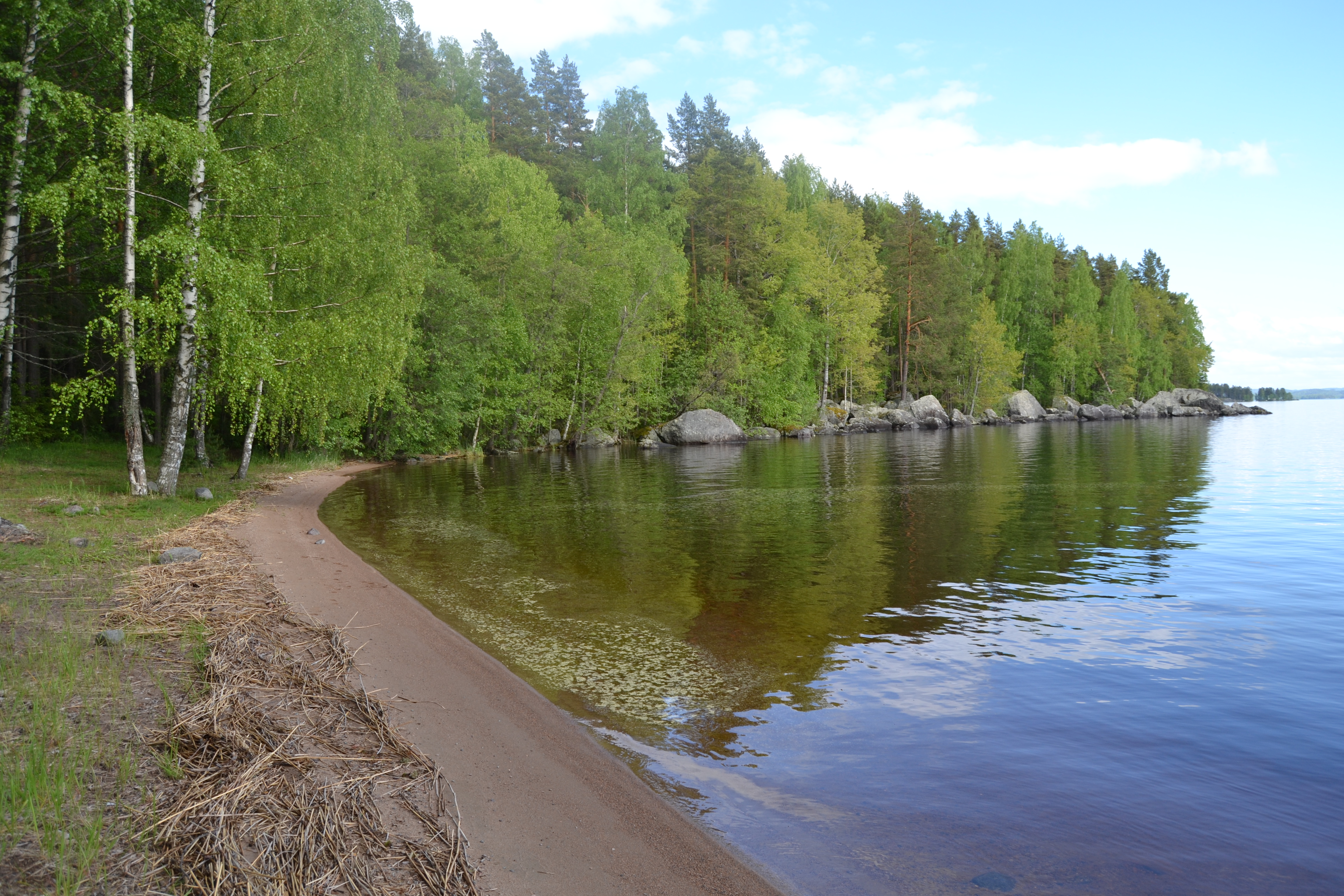
Baie Pahkalahti
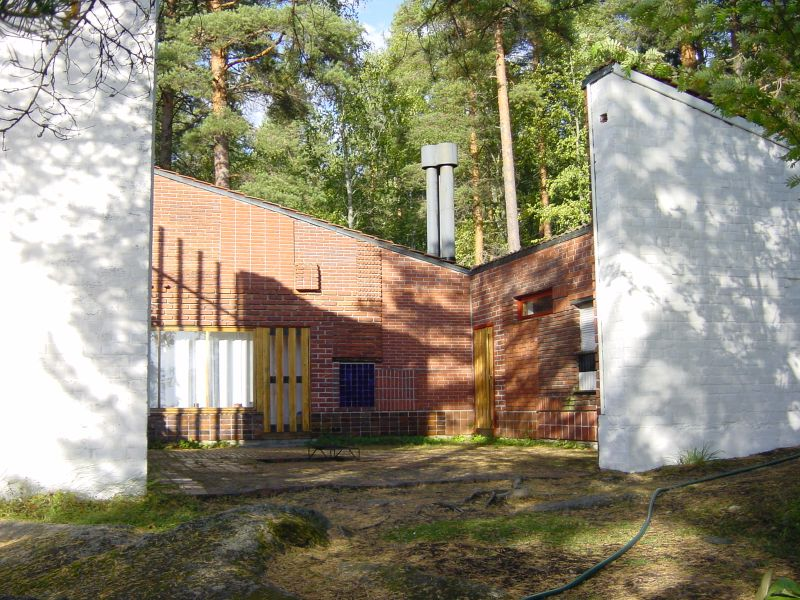
Maison expérimentale de Muuratsalo d'Alvar Aalto.

### Source de la traduction
- (en) Cet article est partiellement ou en totalité issu de l’article de Wikipédia en anglais intitulé « Muuratsalo » (voir la liste des auteurs).